# Wolfgang Albrecht von Hohendorf
Wolfgang Albrecht von Hohendorf, auch Wolfgang Albrecht von Hohendorff (* 1709 in Preußen; † Januar 1770 in Königsberg) war ein preußischer Oberst.

## Leben

### Herkunft und Familie
Wolfgang Albrecht  war Angehöriger der seit 1384 in Preußen ansässigen Linie des Adelsgeschlecht von Hohendorff.

### Werdegang
Hohendorf diente als Offizier in der Preußischen Armee und avancierte im Infanterieregiment (Nr. 24) bis in den Rang eines Obersten. Er wurde am 14. Dezember 1764 als Chef des Stettiner Landregiments versorgt. Hohendorf hatte an allen schlesischen Kriegen teilgenommen. Noch als Hauptmann wurde er 1742 in der Schlacht bei Czaslau schwer verwundet. Auch 1745 in der Schlacht bei Striegau und 1759 in der Schlacht bei Kay zog er sich Verwundungen zu. Er verstarb vor dem 23. Januar 1770 da zu diesem Zeitpunkt Major Karl Heinrich von Poseck die Nachfolge als Regimentschef in Stettin antrat.